# Karel Zapletal (malíř)
Karel Zapletal (28. ledna 1903, Přerov – 27. listopadu 1960, Třebíč) byl český tiskař, grafik, malíř a skaut. Používal také jméno Karel Zapletal Přerovský, měl skautskou přezdívku Hotovka a později Abahoa.

## Biografie
Karel Zapletal se narodil v roce 1903 v Přerově, tamtéž se vyučil na tiskaře a odešel do Třebíče, kde nastoupil na pozici tiskaře do Čapkovy tiskárny. V Třebíči se usadil, oženil se s dcerou majitele tiskárny Libuší Čapkovou a věnoval se skautingu. Postupně se věnoval i grafické tvorbě, psaní básní a písní. Věnoval se také tvorbě bibliofilií a skautským tiskům a knihám. V roce 1938 se stal také vydavatelem týdeníku Nová Třebíč, vydávání však bylo ukončeno v témže roce.
Na jeho počest byl v roce 1969 pojmenován časopis třebíčských skautů jeho přezdívkou – tj. Abahoa, časopis vycházel až do roku 2007.